# Chrysogorgia agassizii
Chrysogorgia agassizii is een zachte koraalsoort uit de familie Chrysogorgiidae. De koraalsoort komt uit het geslacht Chrysogorgia. Chrysogorgia agassizii werd in 1883 voor het eerst wetenschappelijk beschreven door Verrill.